# 艾格尼丝·马丁
艾格尼丝·柏尼斯·马丁（1912年3月22日—2004年12月16日）是一位加拿大裔美国抽象画家。她一般被认为是一位极简抽象派画家，而她自称为表现主义者。
在1998年，她被国家艺术捐助授予国家艺术奖章。